# Oder
L'Oder (in ceco e in polacco Odra, in tedesco Oder) è un fiume dell'Europa centrale che attraversa la Repubblica Ceca, la Germania e la Polonia e sfocia nel Mar Baltico presso Świnoujście. Con il suo affluente Neiße segna per un lungo tratto il confine tra la Germania e la Polonia (linea Oder-Neiße).
Il delta del fiume chiamato Oderbruch ha ricevuto nel 2021  il Marchio del patrimonio europeo.

## Geografia
L'Oder, che dopo la Vistola è il secondo fiume più lungo della Polonia, ha una lunghezza complessiva di 866 km (898 se si considera la foce presso il mare aperto e non nella laguna di Stettino) e scorre nella Repubblica Ceca per 112 km ed in Polonia per 752 km. Di questi ultimi, 187 segnano dal 1945 il confine politico fra Polonia e Germania. Il suo bacino complessivo è di 118.861 km²: 106.056 di questi sono in Polonia, 7.217 nella Repubblica Ceca e 5.587 in Germania. Tramite canali artificiali è collegato con i fiumi Havel, Sprea, Vistola e Kłodnica.
La sorgente dell'Oder è situata presso il Fidlův Kopec (ted. Lieselberg) nelle ultime propaggini dei Sudeti in Moravia. Dopo aver attraversato Ostrava il fiume entra in territorio polacco e percorre longitudinalmente tutta la regione della Slesia, inclusa la città di Breslavia. Riceve poi da sinistra le acque del fiume Neiße a nord di Guben/Gubin e da quel punto inizia a segnare il confine con il Brandeburgo tedesco.
L'Oder bagna quindi Francoforte sull'Oder/Słubice e Küstrin/Kostrzyn nad Odrą, dove riceve il fiume Warta, e percorre quindi il bassopiano dell'Oderbruch, per poi dividersi infine nei due rami occidentale e orientale poco prima della laguna di Stettino. Quest'ultima è infine collegata al Mar Baltico per mezzo di un breve braccio di mare che separa le isole di Usedom e Wolin, che chiudono la laguna. Ha una foce a delta e sfocia nel Mar Baltico.

## Storia
Nell'alto medioevo le terre bagnate dal fiume erano abitate esclusivamente da popoli di ceppo slavo. Nell'area la potenza egemone era la Polonia dei Piast, che fu successivamente respinta dalla colonizzazione germanica basso medievale, fino a che l'Oder non divenne che il confine convenzionale tra Germania Centrale e Orientale. Solo alcune popolazioni residuali di lingua slava, come i Sorabi, rimasero a testimoniare la recente germanizzazione.
Negli ultimi mesi della seconda guerra mondiale il fiume fu l'estremo baluardo difensivo della Germania nazista contro le forze sovietiche, in quanto unica barriera naturale contro un'invasione del cuore della Germania e della capitale. Con la sconfitta tedesca, il confine con la Polonia fu riportato sul fiume come non accadeva da un migliaio d'anni, con conseguente ripopolamento della riva destra del fiume con i profughi delle regioni orientali polacche passate all'Unione Sovietica.
Nel 1990, contestualmente alla riunificazione tedesca, il confine venne riconosciuto come immodificabile in un trattato tedesco-polacco.